# Titanoptera
Los titanópteros (Titanoptera) son un orden extinto de insectos neópteros del periodo Triásico, relacionados con los modernos ortópteros pero de mayor tamaño y con patas posteriores más débiles que no les permitían saltar. Tenían una envergadura alar próxima a los 40 cm, con patas anteriores prensoras y mandíbulas largas. Los machos tenían una amplia área de resonancia y un abanico en las alas anteriores bien desarrollado. Según diferentes análisis la venación alar de este grupo no pudo ser derivado de ningún otro neóptero conocido, por lo que se clasificaron en un orden independiente. La forma general y anatomía indican que deben haber sido depredadores.

## Taxonomía
Order Titanoptera
- Familia †Mesotitanidae
  - Género †Mesotitan
  - Género †Mesotitanodes
  - Género †Prototitan
  - Género †Ultratitan
- Familia †Paratitanidae
  - Género †Paratitan
- Familia †Gigatitanidae
  - Género †Gigatitan
  - Género †Nanotitan
  - Género †Ootitan